# Martin Strele

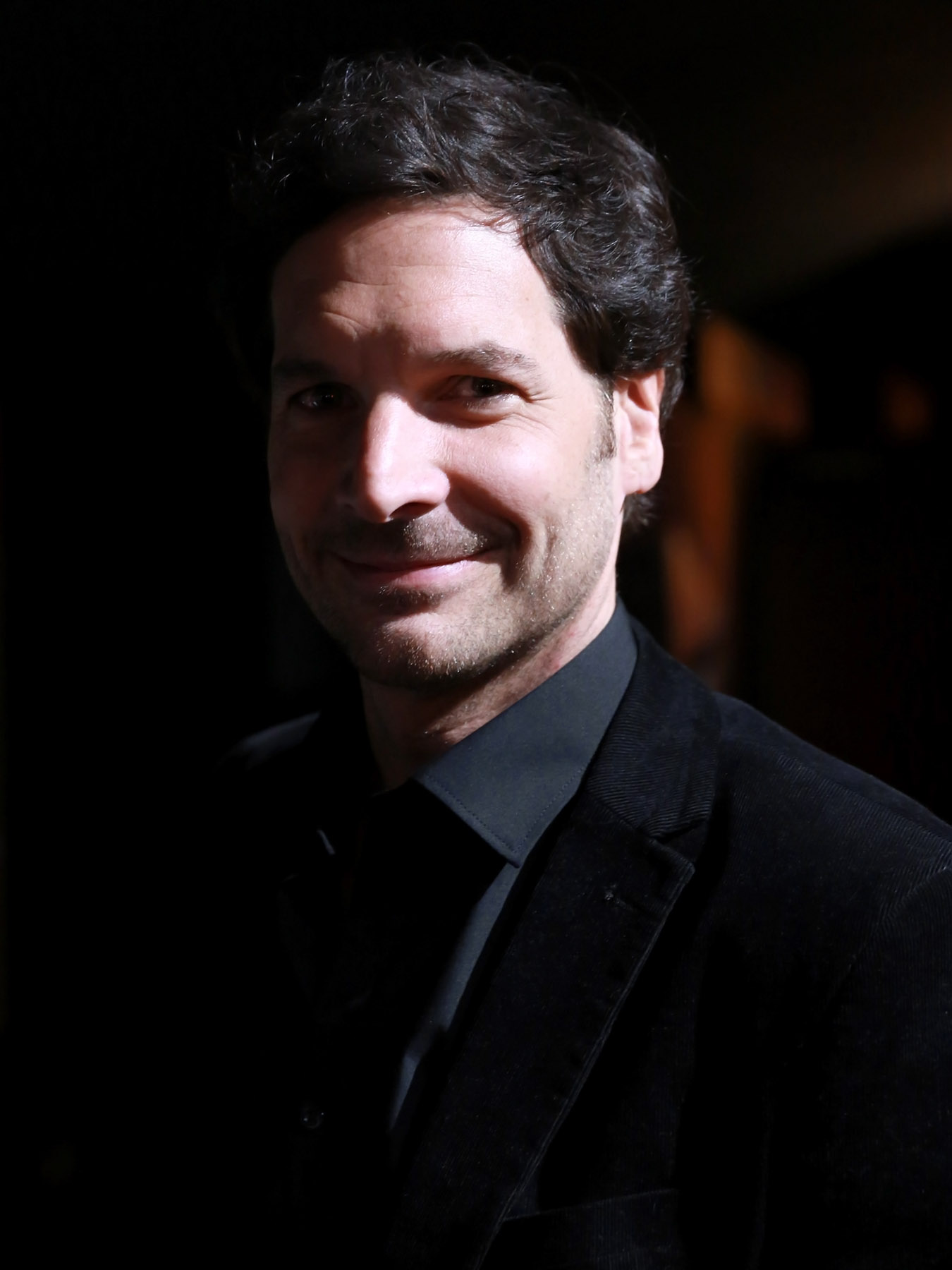
Martin Strele, 2014

Martin Strele (* 27. Mai 1973 in Innsbruck) ist ein österreichischer Theater- und Filmschauspieler.

## Leben
Nach erfolgreichem Abschluss der Schauspielschule im Jahr 1999 wirkte Martin Strele in einigen Fernseh-Serien wie Die Rosenheim-Cops, SOKO Wien, Der Bergdoktor, SOKO Kitzbühel und Die Bergwacht sowie in Spielfilmen, Fernsehfilmen, Dramen und Komödien mit.
In knapp 100 TheaterEangagements wie zum Beispiel am Tiroler Landestheater, Innsbrucker Stadttheater, Straßentheater, Tourneetheater, Arbos Theater (Theater für Gehörlose und Hörende) uvm., konnte er sein Handwerk stetig verfeinern. Dabei legte er immer großen Wert darauf, so unterschiedliche Charaktere wie möglich zu erforschen und sich nicht auf ein Genre festlegen zu lassen.
2007 nahm er die Titelrolle des „Ritter Rüdiger“ im gleichnamigen Musical von „Bluatschink“ Mastermind Toni Knittel an, welches ein riesiger Publikumserfolg wurde und die er über mehrere Sommer in Tirol (Burgfestspiele Ehrenberg) und Niederösterreich (Burgfestspiele Reinsberg) in einer 20 Kilogramm schweren Vollrüstung verkörperte.
Seit Sommer 2017 spielt er bei den Karl May Festspielen Burgrieden die Hauptrolle des Old Shatterhand.
Sein Drehbuch „Passagiere des Lebens“ soll voraussichtlich 2020 verfilmt werden.

## Film und Fernsehen
- 2006: Lapislazuli – im Auge des Bären, Rolle: Polizist
- 2008: SOKO Kitzbühel Folge: Kahlschlag, Rolle: Spurensicherer
- 2009: Das zerbrochene Gesicht. Rolle: Axel
- 2010: 1810 – für eine Handvoll Kaspressknödel. Rolle: De Diarrhoe
- 2010: Die Bergretter Folge: Brautflucht. Rolle: Herr Berger
- 2010: Der Bergdoktor Rolle: Dr. Hirnbichler
- 2011: Tiefland. Rolle: Hans Schneeberger
- 2011: Der Bergdoktor Folge: Eiszeit, Rolle: Dr. Hirnbichler
- 2012: K2 – The Italian Mountain. Rolle: Mario Fantin
- 2013: Zersplitterte Nacht. Rolle: SS-Untersturmbannführer Friedrich Müller
- 2013: Die Bergretter Folge: Der Tote im Berg, Rolle: Bankmanager
- 2013: Loslassen. Rolle: Clemens
- 2013: Peter Aufschnaiter – Acht Jahre in Tibet. Rolle: Peter Aufschnaiter
- 2014: Gooische Vrouwen 2. Rolle: Knappe Skier
- 2015: SOKO Donau Folge: Der Tag an dem Penny Lanz starb, Rolle: Kevin Niedermayer
- 2015: Aktenzeichen XY Rolle: Rainer
- 2015, 2016: Die Rosenheim-Cops Folgen: Höhenflug und Höhenflug kommt vor dem Fall, Rolle: Wolfgang Goetz
- 2017: Loslassen. Rolle: Clemens
- 2017: SOKO Kitzbühel – Folge: Fatale Begierde
- 2019: Die Rosenheim-Cops Rolle: Leopold Wagner
- 2022: Einsatz in den Alpen - Der Armbrustkiller

## Kurzfilme
- 2006: Same Difference. Regie: Felix von Poser. Rolle: Patrick
- 2008: Mission Possible. Regie: Felix von Poser. Rolle: Held
- 2016: Nebenan. Regie: Barbara S. Müller. Thomas
- 2017: Grenzgänger. Regie: Felix Gorbach. Rolle: Vampir

## Theater
- 2009: Spiels noch mal Sam von Woody Allen; Rolle: Dick. Innsbrucker Kellertheater.
- 2010: Des Teufels Buhlschaft von Robert M. Schnöll; Rolle: Ritter Guntram. Commedia Horrible, Burgfestspiele-Tournee.
- 2011: Jason Crane von Martin Kolozs; Rolle: Ron McAllister. Theater im Casino.
- 2011: Im Namen der Hexe von Olaf Sabelus; Rolle: Landgraf Johann-Georg I. Festung Königstein (Dresden).
- 2012: Das geheimnisvolle Amulett; Rolle: Inspektor Bluso. Theater im Casino.
- 2012: Ritter Rüdiger. Zeitreise; Rolle: Ritter Rüdiger. Burgarena Reinsberg.
- 2013: Leiche in der Kombüse; Rolle: Sir Oscar. Gastro Theater.
- 2013: Das geheimnisvolle Amulett; Rolle: Inspektor Bluso. Theater im Casino.
- 2013: Ritter Rüdiger. Zeitreise; Rolle: Ritter Rüdiger. Burgarena Reinsberg.
- 2014: Unwiderstehlich; Rolle: Er. Theater im Kontainer.
- 2014: Ritter Rüdiger. In der Sternengrotte; Rolle: Ritter Rüdiger. Burgarena Reinsberg.
- 2017: Winnetou II; Rolle: Old Shatterhand. Festspiele Burgrieden.
- 2018: Unter Geiern; Rolle: Old Shatterhand. Festspiele Burgrieden.
- 2019: Im Tal des Todes; Rolle: Old Shatterhand. Festspiele Burgrieden.
- 2021: Old Surehand; Rolle: Old Shatterhand. Festspiele Burgrieden.
- 2022: Winnetou III – Das Vermächtnis des Apachen; Rolle: Old Shatterhand. Festspiele Burgrieden.